# Francesco Cilea
Francesco Cilea (Palmi, prop de Reggio Calabria, 23 de juliol de 1866 - Varazze, prop de Savona 20 de novembre de 1950) fou un compositor d'òpera italià, i autor també de nombroses peces per a piano, orquestra, corda. Avui és sobretot conegut per les seves òperes L'arlesiana i Adriana Lecouvreur.

## Biografia
Va estudiar al Conservatori de Nàpols entre 1881 i 1889. Abans de la seva graduació va estrenar la seva primera òpera, Gina (1888) i més tard La Tilda (1892), que explotava els personatges veristes de moda. Va ser professor de piano al Conservatori de Nàpols on tingué entre altres alumnes a Alfonso Castaldi o Pietro Argento i professor de teoria i contrapunt en el Reale Istituto Musicale de Florència. La seva primera òpera va ser Gina, que va atreure a l'editor Sonzogno, rival de Ricordi, que li va finançar l'estrena del seu següent títol, Tilda. L'èxit li va arribar el 1897 amb l'estrena de la seva obra L'arlesiana, basada en l'obra de Daudet, amb Enrico Caruso al paper principal, causant un gran impacte com a compositor. La seva òpera més famosa Adriana Lecouvreur, va ser estrenada a Milà el 1902 (Barcelona 1903), amb Angelica Pandolfini i de nou amb Enrico Caruso.
El 1907 va estrenar Gloria al Teatre alla Scala de Milà. L'estrena va comptar amb la direcció musical de Toscanini, però va ser un fracàs i va haver de retirar-se després de dues representacions. Cilea va preparar una segona versió, estrenada el 1932 que no va tenir més fortuna. El 1913 fou nomenat director del Conservatori de Palerm, càrrec en el qual succeí a Guglielmo Zuelli (1859-1941), i en què entre altres alumnes tingué al palermità Salvatore Allegra i al napolità Ugo Rapalo.

## Obres
Òperes
- Gina (Febrer de 1889 Teatro Conservatorio S. Pietro alla Majella, Nàpols).
- Tilda (7 d'abril 1892 Teatro Pagliano/Verdi, Florència).
- L'arlesiana (27 de novembre de 1897 Teatro Lirico, Milà), 
  - primera revisió (22 d'octubre de 1898 Milà),
  - segona revisió (1910),
  - tercera revisió (1937).
- Adriana Lecouvreur (6 de novembre de 1902 Teatro Lirico, Milà).
- Gloria (15 d'abril de 1907 Teatro alla Scala, Milà),
  - revisió (1932, Teatro San Carlo de Nàpols).

Altres
- Foglio d'album, Op. 41
- Gocce di rugiada
- L'arcolaio
- Melodia (Fa major)
- Symphonic Poem in honour of Giuseppe Verdi
- Romanza (La major)
- Sonata per a violoncel i piano en re major, Op. 38 (1888)
- Vals en re bemoll major